# 麥高峰
75°52′S 140°59′W / 75.867°S 140.983°W
麥高峰（英語：McGaw Peak）是南極洲的山峰，位於瑪麗伯德地，處於蘭德冰川和帕斯卡爾冰川之間，海拔高度超過800米，美國地質調查局根據測量和美國海軍拍攝的空中照片繪入地圖，現時由南極條約體系管理。